# Frankie Beverly
Pour les articles homonymes, voir Beverly.
Frankie Beverly, né Howard Beverly, le 6 décembre 1946 à Philadelphie (Pennsylvanie) et mort le 10 septembre 2024, est un chanteur, producteur de disques et compositeur, connu pour ses enregistrements avec le groupe américain soul et funk Maze.

## Biographie

### Les années d'avant Maze
Frankie Beverly chante pour la première fois des gospels dans une église de Philadelphie. Beverly affirme que sa première expérience à douze ans dans le domaine de la musique a lieu avec le groupe The Silhouettes, célèbre pour leur tube Get a job en 1958. Cependant, cela est contesté par les associés d'alors du groupe dont les membres n'ont jamais parlé de lui de leur vivant.
Encore adolescent, il forme son premier groupe The Blenders, un groupe doo-wop chantant a cappella et inspiré par The Dells, The Moonglows et The Del Vikings. Après la dissolution de son premier groupe, il fonde The Butlers, avec lequel il enregistre un disque pour la première fois en 1963. Leurs chansons passant sur les ondes, ils attirent l'attention du producteur Kenny Gamble, qui finalement fait enregistrer de nouveau le groupe.
Mais il s'avère que la musique produite par le groupe ne correspond pas au Philly sound et après quelques tournées, le groupe part en Californie. Rebaptisé Raw Soul, le groupe est remarqué par la belle-sœur du chanteur Marvin Gaye. Appréciant leur style, il les fait jouer en première partie de ses concerts. Gaye convainc par la suite Beverly de changer le nom du groupe en Maze.
Musicalement, Maze emprunte au rhythm and blues, au funk, à la soul, au gospel. À noter que les morceaux écrits par Frankie Beverly ne comportent quasiment aucune section de cuivres, ce qui ajoute à l'originalité et au style de ce groupe.
Ses plus gros hits sont Golden Time of Day, Happy Feelins, Joy and Pain, devenus aujourd'hui des standards.

### Derniers concerts
En 2024, Beverly annonce sa retraite avec la tournée « I Wanna Thank You Farewell Tour »,  avec comme point d'orgue une dernière performance pleine d'émotions le 2 septembre 2024  au Dell Music Center de Philadelphie, durant laquelle la ville de Philadelphie lui a remis une Liberty Bell.
Il décède dans cette ville huit jours plus tard.

## Sources
- MazeMuze (site officiel)